# Dieter Schneider (Ökonom)
Dieter Schneider (* 2. April 1935 in Striegau, Provinz Niederschlesien; † 26. April 2014 in Bochum) war ein deutscher Wirtschaftswissenschaftler.

## Leben
Dieter Schneider studierte Betriebswirtschaftslehre und wurde bei Karl Hax promoviert und habilitiert. Im Anschluss war zunächst Ordinarius für Betriebswirtschaftslehre an der Universität Münster und dann an der Universität Frankfurt, dort als Nachfolger seines akademischen Lehrers Karl Hax. 1973 nahm er den Ruf der wirtschaftswissenschaftlichen Fakultät der Ruhr-Universität Bochum an, wo er bis 2000 den Lehrstuhl für betriebswirtschaftliche Steuerlehre innehatte.
Schneiders wissenschaftliches Interesse beinhaltete neben Steuern und Finanzierung weitere Bereiche der Betriebs- wie auch der Volkswirtschaftslehre. Infolge seiner zahlreichen Veröffentlichungen erhielt er von vier anderen Universitäten die Ehrendoktorwürde. Schneider zählt zu den meistzitierten deutschsprachigen Betriebswirten.
Besonderes Forschungsinteresse hatte Schneider an den Austrian Economics und der Neuen Institutionenökonomik. Durch diesen integrativen Ansatz prägte er maßgeblich die Ausrichtung der Bochumer Wirtschaftsfakultät, welche sich auf die Integration von Volks- und Betriebswirtschaftstheorien spezialisierte.
Schneider verfasste insgesamt weit über 300 Artikel und eine Reihe von Büchern, unter anderem das Buch Betriebswirtschaftslehre.
Dieter Schneider starb am 26. April 2014 im Alter von 79 Jahren.